# Тюляндин, Алексей Дмитриевич
Алексей Дмитриевич Тюляндин (26 марта 1930—17 февраля 2012) —  врач, организатор здравоохранения. Народный депутат СССР в 1989-1991 годах.

## Биография
Родился в крестьянской семье в деревне Высокая Вознесенско-Вохомского района Северо-Двинского округа Северного края (в настоящее время Вохомского района Костромской области). Отец скончался, когда Алексею было 7 лет. Мать во время войны работала бригадиром в колхозе. В семилетке учился в селе Введенье, в семи километрах от дома. Среднее образование получил в 1948 году в Вохомской средней школе-интернате.  
Окончив в 1953 году  Ленинградский санитарно-гигиенический медицинский институт, поступил на работу главным врачом Шарьинской санитарно-эпидемиологической станции. В 1954 году назначен заведующим отделом здравоохранения исполкома Шарьинского районного совета депутатов. А с 1962 по 1973 год  занимал должность заведующего отделом здравоохранения исполкома Костромского областного совета депутатов.  Вступил[когда?] в члены КПСС.
В 1971 году защитил в Ярославском мелицинском институте диссертацию на соискание степени кандидата медицинских наук  «Опыт изучения экономической целесообразности и медицинской эффективности стационаров различного типа и мощности: (По материалам Костромской области)».
- 1974—1989 — Председатель Всероссийского исполнительных комитетов общества Красного Креста и Красного Полумесяца[1].

Весной 1989 года избран народным депутатом СССР  от Союза обществ Красного Креста и Красного Полумесяца СССР, а затем членом Комитета Верховного Совета СССР по делам ветеранов и инвалидов.
- 1989—1991 — первый заместитель председателя Всесоюзного исполнительного комитета общества Красного Креста и Красного Полумесяца[1].
- 1991—1995 — Председатель правления Центра здоровья и социальной помощи населению Министерства здравоохранения РФ[1]
- 1995—2000 — Московского городского исполнительных комитетов общества Красного Креста и Красного Полумесяца[1].
- 2000—2005 — первый заместитель председателя Российского исполнительного комитета общества Красного Креста и Красного Полумесяца[1].

С 12 мая 1995 года был членом Костромского землячества в  Москве.
В течение жизни много публиковал сообщений в периодической печати: газета «Гудок», «Здоровье», «Здравоохранение РСФСР», «Ленинское знамя»   (Антропово),   «Медицинская   газета»,   «Медицинская   сестра», «Российский Красный Крест», «Северная правда» (Кострома), «Советское здравоохранение», «Фельдшер и акушерка», «Шарьинская коммуна» и других.

## Cемья
- Жена (с 21 января 1955) — Роза Алексеевна Тюляндина[2], урождённая ?
  - Сын — Сергей Алексеевич Тюляндин (род. 16 октября 1955), врач-онколог[4]
  - Дочь — врач[2]
- Сестра — Валентина Дмитриевна Тюляндина[2]

## Награды и отличия
- 30 сентября 1999 — Орден Дружбы[5]
- Знак «Отличник здравоохранения» Министерства здравоохранения СССР
- «Заслуженный врач Российской Федерации».

## Публикации
- Тюляндин А. Д. З. П. Соловьев — председатель Российского Общества Красного Креста (1876-1928 гг.). - М. : Медицина, 1980. - 32 с.
- Тюляндин А. Д., Алексеев Я. А. Об этике патронажных медицинских сестер. - М. : Медицина, 1980
- Тюляндин А. Д., Милюков В. Д. Пути совместной работы (Из опыта сотрудничества комитетов Общества Красного Креста РСФСР и органов здравоохранения). — М.: Медицина, 1981. — 40 с.
- Тюляндин А. Д. Первичная организация (Исполком союза обществ Красного Креста и Красного Полумесяца СССР). М., 1983; Изд. 2-е, перераб. и доп.- М. : Медицина, 1988.-31 с. [Перевод на армянский.- Ереван, 1985;  Перевод на узбекский.- Нукус, 1985; Изд. 2-е.- Нукус, 1990; Перевод на грузинский - Тбилиси, 1987; Перевод на латышский- Рига, 1990; ]
- Милюков В. Д., Тюляндин А. Д. Общество Красного Креста РСФСР и охрана здоровья населения.	М. : ЦНИИСП, 1983
- Тюляндин А. Д. Роль общественности в проведении мер по улучшению демографических процессов: (Методические рекомендации для организаций и активистов Общества Красного Креста).- М., 1983;
- Тюляндин А. Д. Донорство — на службу человеку.- М., 1984;
- Тюляндин А. Д. и др. Пропаганда донорства. - Москва : ЦНИИСП, 1984. - 48 с
- Тюляндин А. Д., Линевой Т. Л. О совершенствовании работы с кадрами Советского Красного Креста : Исполком Союза о-в Красного Креста и Красного Полумесяца СССР. - Москва : Медицина, 1987. - 30 с.

### Рекомендуемые источники
- Хохлов В. К. Земляки: Слово о людях Земли Костромской.- М., 2002.- С. 6, 144- 155, 387;
- Никитин А. И. Любовь к человеку // Молодой ленинец.- Кострома, 1957.- 21 июля;
- Некролог // Голос народа.- Кострома, 2012.- 4 апреля;
- Некролог //  Северная правда.- Кострома, 2012.- 28 марта.